# كارل دارلينغ باك
كارل دارلينغ باك (بالإنجليزية: Carl Darling Buck)‏ هو لغوي وأستاذ جامعي أمريكي، ولد في 2 أكتوبر 1866 في أورلاند في الولايات المتحدة، وتوفي في 8 فبراير 1955 في شيكاغو في الولايات المتحدة.